# 나도생강

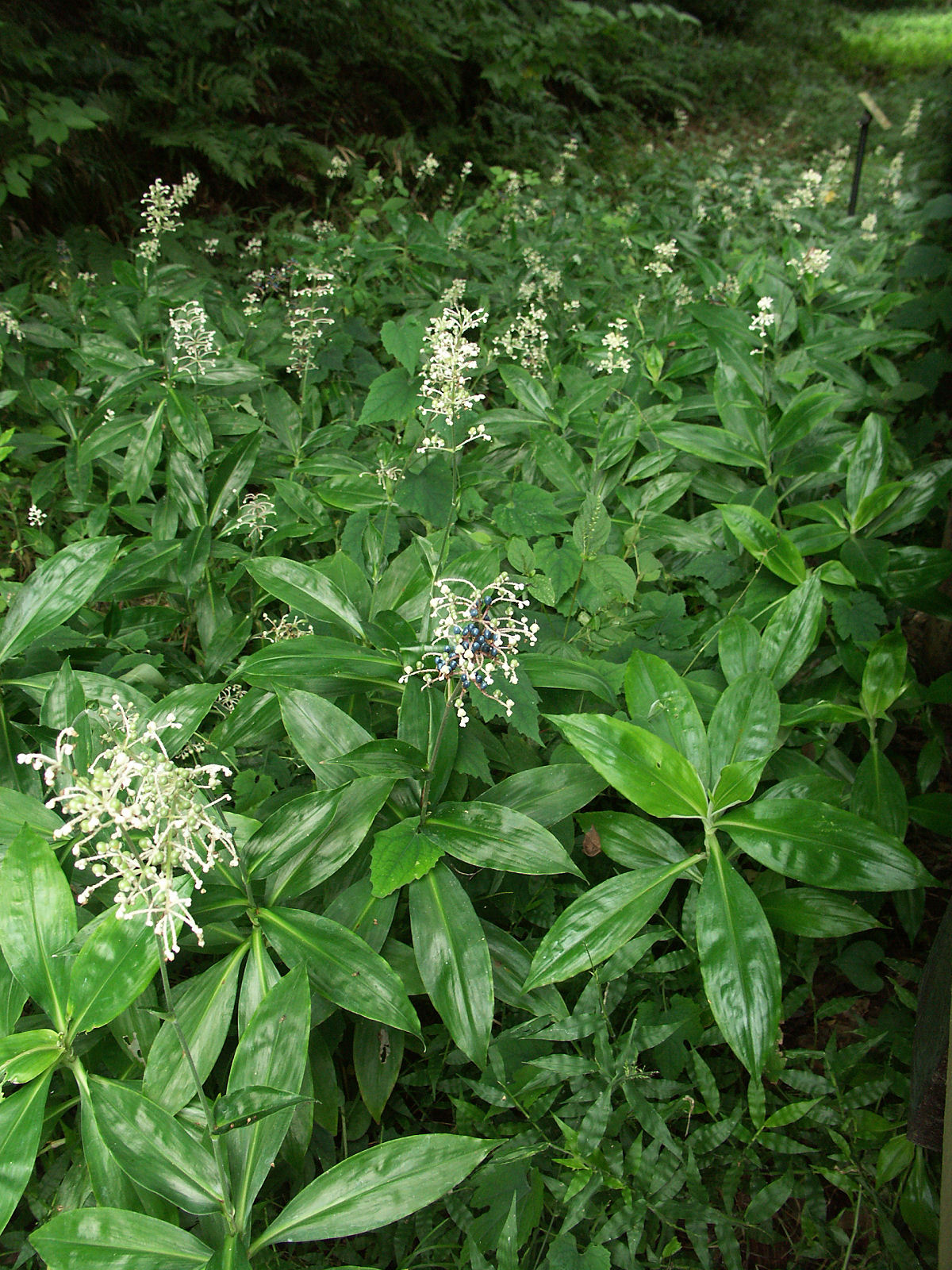

나도생강은 닭의장풀과의 여러해살이풀로 학명은 Pollia japonica이다.

## 특징
줄기는 곧게 뻗는데, 꽃차례와 합치면 높이는 1m 정도가 된다. 꽃차례는 꼭대기에 원추상으로 달리는데, 이들은 몇 단으로 나뉜 취산꽃차례로 이루어져 있다. 꽃은 흰색으로, 8-9월경이 되면 피어난다. 꽃잎과 꽃받침조각은 비교적 비슷하지만, 꽃잎 쪽이 다소 크며, 꽃지름은 약 1cm 정도가 된다. 열매는 벌어지지 않는다.